# Stazione meteorologica di Norcia
La stazione meteorologica di Norcia è la stazione meteorologica di riferimento per la località di Norcia.

## Coordinate geografiche
La stazione meteorologica si trova nell'area climatica dell'Italia Centrale, nell'Umbria, in provincia di Perugia, nel comune di Norcia, a 604 metri s.l.m. e alle coordinate geografiche 42°48′N 13°06′E.

## Dati climatologici
In base alla media trentennale di riferimento 1961-1990, la temperatura media del mese più freddo, gennaio, si attesta a +1,4 °C; quella del mese più caldo, luglio, è di +21,1 °C.
| Norcia (1961-1990)                                   | Mesi | Mesi | Mesi  | Mesi  | Mesi  | Mesi  | Mesi  | Mesi  | Mesi  | Mesi  | Mesi | Mesi | Stagioni | Stagioni | Stagioni | Stagioni | Anno   |
| Norcia (1961-1990)                                   | Gen  | Feb  | Mar   | Apr   | Mag   | Giu   | Lug   | Ago   | Set   | Ott   | Nov  | Dic  | Inv      | Pri      | Est      | Aut      | Anno   |
| ---------------------------------------------------- | ---- | ---- | ----- | ----- | ----- | ----- | ----- | ----- | ----- | ----- | ---- | ---- | -------- | -------- | -------- | -------- | ------ |
| T. max. media (°C)                                   | 5,7  | 8,8  | 12,8  | 17,1  | 21,6  | 26,1  | 29,1  | 29,2  | 25,0  | 18,8  | 11,7 | 6,9  | 7,1      | 17,2     | 28,1     | 18,5     | 17,7   |
| T. media (°C)                                        | 1,4  | 3,4  | 6,7   | 10,7  | 14,6  | 18,8  | 21,1  | 20,9  | 17,6  | 12,6  | 7,2  | 3,1  | 2,6      | 10,7     | 20,3     | 12,5     | 11,5   |
| T. min. media (°C)                                   | −2,9 | −2,1 | 0,6   | 4,3   | 7,6   | 11,4  | 13,1  | 12,7  | 10,2  | 6,3   | 2,6  | −0,7 | −1,9     | 4,2      | 12,4     | 6,4      | 5,3    |
| Radiazione solare globale media (centesimi di MJ/m²) | 640  | 920  | 1 350 | 1 720 | 2 120 | 2 290 | 2 300 | 1 980 | 1 520 | 1 080 | 690  | 520  | 2 080    | 5 190    | 6 570    | 3 290    | 17 130 |